# Andrea Ballerini
Andrea Ballerini (Firenze, 2 luglio 1973) è un pilota motociclistico italiano ritiratosi dall'attività agonistica.

## Carriera
Oltre che al motomondiale, ha partecipato nel 1994 e 1997 alle  competizioni del campionato Europeo Velocità giungendo al terzo posto in classifica l'ultimo anno. Successivamente nel 2001, è vice-campione europeo della classe 125 alle spalle di Andrea Dovizioso. Nella stessa stagione è terzo nel campionato Italiano 125 dove conquista due vittorie e quattro pole position.
La sua prima stagione nel motomondiale risale al 1995 in sella ad una Aprilia del team Krona-Aprilia nella classe 125; ha continuato a competere in questa classe fino al 2004 per poi passare nel 2005 alla classe 250 con il team Abruzzo Racing, e correre ulteriori due anni in questa categoria. Ha colto il suo primo e unico successo in un Gran Premio nel 2003 in occasione del GP d'Australia su pista bagnata, in sella ad una Honda RS 125 R gestita dal team Ajo Motorsport. In questo frangente, il team finlandese piazza due piloti sul podio grazie al secondo posto di Masao Azuma. In questa stessa stagione disputa tre Gran Premi con una Yamaha YZF-R6 nel campionato italiano Supersport senza ottenere punti. Nel 2008 prende parte alle ultime tre gare del campionato italiano Supersport dove, in sella ad una Honda CBR600RR ottiene quattro punti classificandosi ventitreesimo.
Terminata la carriera da motociclista rimane nel mondo delle corse come tecnico, svolgendo quest'attività nei campionati per le motociclette derivate dalla serie. Dopo essere stato tecnico del team GRT, nel 2018 è capotecnico di Jules Cluzel presso il team NERDS Racing.

## Risultati nel motomondiale

### Classe 125
| 1995 | Classe | Moto    |     |   |     |    |    |    |    |  |     |    |     |     |    |  |  |  | Punti | Pos. |
| ---- | ------ | ------- | --- | - | --- | -- | -- | -- | -- |  | --- | -- | --- | --- | -- |  |  |  | ----- | ---- |
| 1995 | 125    | Aprilia | Rit | 5 | Rit | 20 | NP | 13 | NP |  | Rit | 19 | Rit | Rit | 14 |  |  |  | 10,5  | 24º  |

| 1996 | Classe | Moto    |    |    |    |    |    |     |     |     |    |     |     |    |  |  |  |  | Punti | Pos. |
| ---- | ------ | ------- | -- | -- | -- | -- | -- | --- | --- | --- | -- | --- | --- | -- |  |  |  |  | ----- | ---- |
| 1996 | 125    | Aprilia | 13 | 10 | 17 | 19 | 11 | Rit | Rit | Rit | 19 | Rit | Rit | 20 |  |  |  |  | 14    | 21º  |

| 1998 | Classe | Moto           |    |    |     |  |  |  |  |  |  |  |  |    |    |  |  |  | Punti | Pos. |
| ---- | ------ | -------------- | -- | -- | --- |  |  |  |  |  |  |  |  | -- | -- |  |  |  | ----- | ---- |
| 1998 | 125    | Honda e Yamaha | 18 | SQ | Rit |  |  |  |  |  |  |  |  | 21 | 19 |  |  |  | 0     |      |

| 2001 | Classe | Moto    |  |  |  |  |    |  |  |  |  |  |  |  |  |  |  |     | Punti | Pos. |
| ---- | ------ | ------- |  |  |  |  | -- |  |  |  |  |  |  |  |  |  |  | --- | ----- | ---- |
| 2001 | 125    | Aprilia |  |  |  |  | 11 |  |  |  |  |  |  |  |  |  |  | Rit | 5     | 28º  |

| 2002 | Classe | Moto            |     |    |    |    |    |    |    |    |     |     |     |    |    |     |    |    | Punti | Pos. |
| ---- | ------ | --------------- | --- | -- | -- | -- | -- | -- | -- | -- | --- | --- | --- | -- | -- | --- | -- | -- | ----- | ---- |
| 2002 | 125    | Honda e Aprilia | Rit | 14 | 15 | 16 | 10 | 12 | 18 | 12 | Rit | Rit | Rit | 16 | 22 | Rit | 11 | 12 | 26    | 18º  |

| 2003 | Classe | Moto           |  |  |  |  |    |    |  |  |  |     |     |     |    |    |   |     | Punti | Pos. |
| ---- | ------ | -------------- |  |  |  |  | -- | -- |  |  |  | --- | --- | --- | -- | -- | - | --- | ----- | ---- |
| 2003 | 125    | Gilera e Honda |  |  |  |  | 19 | 18 |  |  |  | Rit | Rit | Rit | 20 | 19 | 1 | Rit | 25    | 22º  |

| 2004 | Classe | Moto    |     |   |     |    |    |    |    |  |  |    |     |     |    |    |    |     | Punti | Pos. |
| ---- | ------ | ------- | --- | - | --- | -- | -- | -- | -- |  |  | -- | --- | --- | -- | -- | -- | --- | ----- | ---- |
| 2004 | 125    | Aprilia | Rit | 6 | Rit | 12 | 20 | 20 | 11 |  |  | 12 | Rit | Rit | 14 | 14 | 14 | Rit | 29    | 20º  |

| Legenda | 1º posto        | 2º posto            | 3º posto            | A punti      | Senza punti        | Grassetto – Pole position Corsivo – Giro più veloce |
| Legenda | Gara non valida | Non qual./Non part. | Ritirato/Non class. | Squalificato | '-' Dato non disp. | Grassetto – Pole position Corsivo – Giro più veloce |

### Classe 250
| 2005 | Classe | Moto    |    |    |     |    |    |     |    |    |    |     |    |     |     |    |    |    |     | Punti | Pos. |
| ---- | ------ | ------- | -- | -- | --- | -- | -- | --- | -- | -- | -- | --- | -- | --- | --- | -- | -- | -- | --- | ----- | ---- |
| 2005 | 250    | Aprilia | 14 | 18 | Rit | 15 | 11 | Rit | 17 | NE | 10 | Rit | 16 | Rit | Rit | 15 | 15 | 13 | Rit | 19    | 19º  |

| 2006 | Classe | Moto    |  |    |     |    |    |    |    |     |    |     |    |    |     |    |     |    |    | Punti | Pos. |
| ---- | ------ | ------- |  | -- | --- | -- | -- | -- | -- | --- | -- | --- | -- | -- | --- | -- | --- | -- | -- | ----- | ---- |
| 2006 | 250    | Aprilia |  | 12 | Rit | 16 | 12 | 10 | 12 | Rit | 15 | Rit | NE | 13 | Rit | 16 | Rit | 15 | 15 | 24    | 17º  |

| Legenda | 1º posto        | 2º posto            | 3º posto            | A punti      | Senza punti        | Grassetto – Pole position Corsivo – Giro più veloce |
| Legenda | Gara non valida | Non qual./Non part. | Ritirato/Non class. | Squalificato | '-' Dato non disp. | Grassetto – Pole position Corsivo – Giro più veloce |